# Mort de William Dogbey
Le texte peut changer fréquemment, n’est peut-être pas à jour et peut manquer de recul. 
Le titre et la description de l'acte concerné reposent sur la qualification juridique retenue lors de la rédaction de l'article et peuvent évoluer en même temps que celle-ci.
La mort de William Dogbey, un styliste et père de famille français de 30 ans, est causée par son meilleur ami, Koba LaD, lors d'un accident de circulation le 10 septembre 2024 sur une bretelle d'accès d'une station-service Total sur l'A86 à Créteil (Île-de-France).
Le 25 juin 2025, Koba LaD est condamné à six ans de prison et à une annulation du permis de conduire et l’interdiction de l’obtenir pendant dix ans, ainsi qu’une interdiction de contact pendant trois ans avec l’ensemble des parties civiles.

## Faits

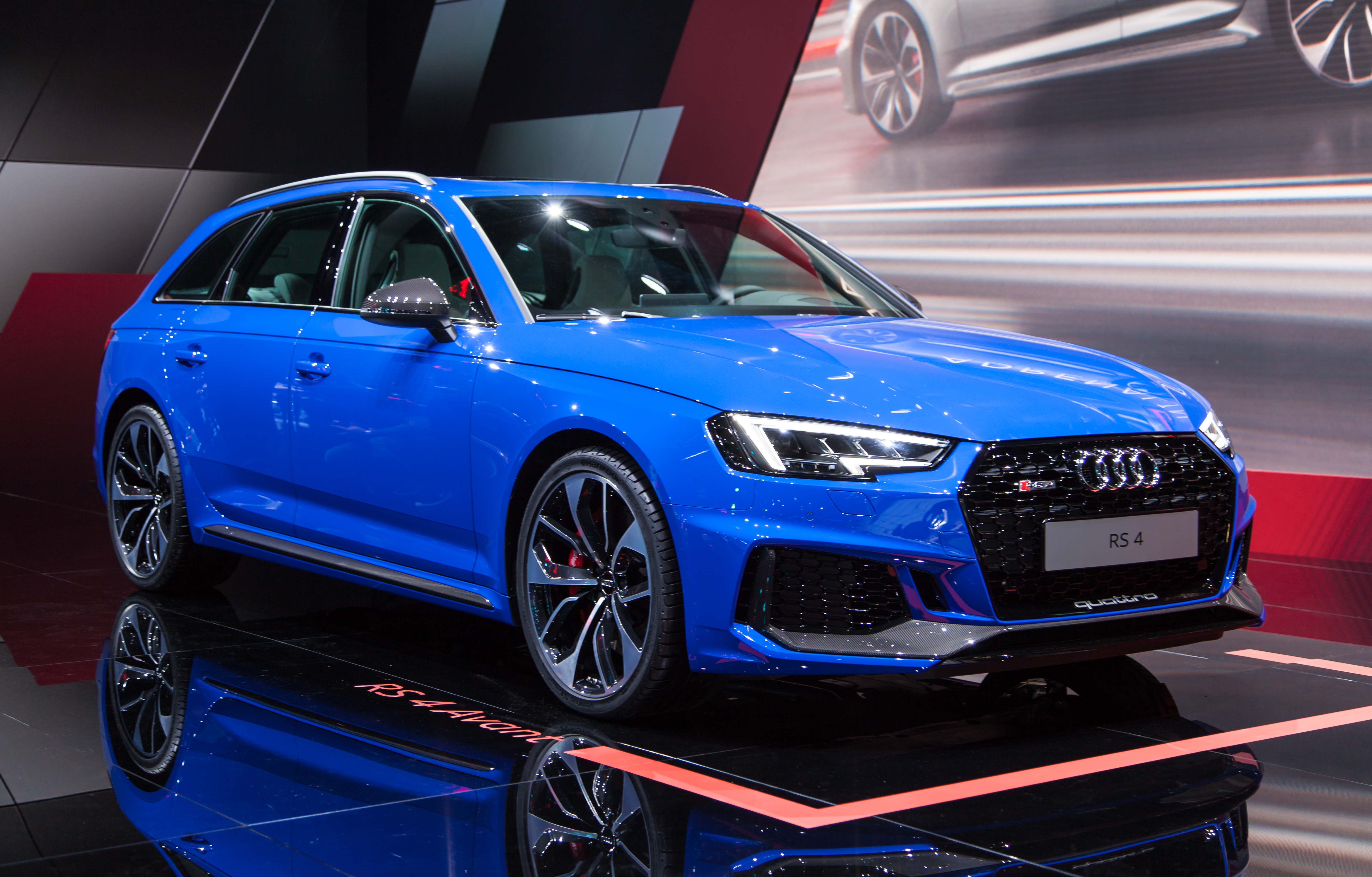
Audi RS4.

Le 10 septembre 2024, vers 23 h, Koba LaD, au volant d'une audi RS4, est impliqué dans un accident de la route mortel, sur une bretelle d'accès d'une station-service Total sur l'A86 à Créteil, faisant un mort et trois blessés légers,. Le véhicule percute violemment un camion à l'arrêt. La personne tuée sur le coup dans l'accident est son styliste William Kristopher Johnson, de son vrai nom William Dogbey, qui se trouvait sur le siège passager du véhicule conduit par Koba LaD. Toute la partie droite de la voiture est broyée. Il laisse derrière lui une fiancée, Lauriane, et deux enfants, âgés de 6 ans et 11 mois.
Les conclusions des experts ont estimé la vitesse à 103 km/h dans une zone limitée à 40 km/h. La police relève également 67 mètres de freinage avant que l’Audi ne percute la rambardeainsi que l’arrière gauche d’un poids lourd stationné près d’une station-service.
Dès le départ, deux versions s’opposent concernant la vitesse à laquelle roule le rappeur ainsi que la cause exacte du drame : celle de Koba LaD et celle de l’assistante de la victime, assise sur le siège arrière.

### Versions de Koba LaD

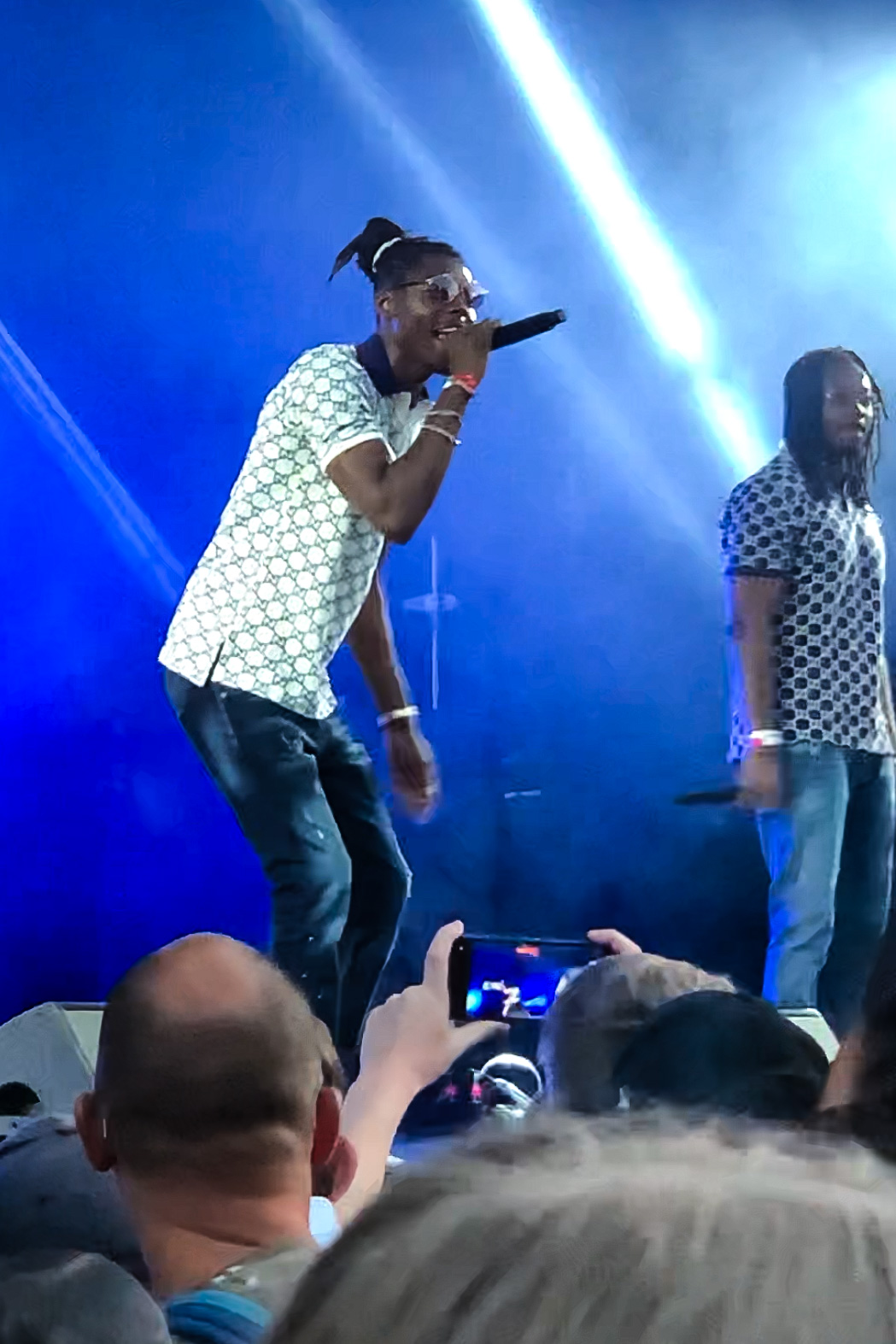

Après l’accident, Koba LaD affirme rouler à la même vitesse que les autres automobilistes sur l’A86, une route à deux voies limitée à 90 km/h. Cependant, lorsqu’on lui a demandé de préciser, il admet avoir roulé à 130 km/h. Trois kilomètres avant l’accident, il est flashé à 111 km/h. Quant à la cause de l’accident, le rappeur explique qu’une voiture s’était rabattue devant lui sans clignotant, le forçant à esquiver; une sortie menant à une aire d’autoroute se trouvant à proximité, il s’y est engage, déclarant qu’il n’avait pas d’autre choix.
Au cours de son procès, Koba LaD exprime un profond remords et assume une responsabilité totale dans l'accident. Il déclare : « De A à Z, je suis en faute, du début à la fin je suis en faute, par ma faute j'ai perdu l'un de mes meilleurs potes et c'est dur de vivre avec ».
Il présente également ses « plus sincères excuses » à la famille de William Dogbey. Koba LaD souligne le lien personnel qui l'unissait à Dogbey, affirmant le connaître depuis l'âge de 10 ans et le décrivant comme « l'ami d'enfance de [son] grand frère ». Luc Dogbey, le père de la victime, indique à la barre avoir "entendu" ces déclarations.
Koba LaD admet une "vitesse excessive" et une "conduite imprudente".
Un élément central de la version des faits de Koba LaD est sa déclaration, faite lors de l'enquête, d'avoir effectué une "manœuvre d'évitement face à une voiture se rabattant sur lui". Il précise que c'est au cours de cette "manœuvre d'urgence" qu'il aurait emprunté la bretelle de sortie de la station-service, où l'accident s'est produit.
Koba LaD maintient sa version selon laquelle il n'aurait pas fumé de cannabis depuis dix jours avant l'accident. Il explique s'être retrouvé en studio avec d'autres amis qui fumaient à côté de lui et avoir bu une bière à 14h, mais rien de plus.
La présidente du tribunal conteste directement  cette version, affirmant que le taux de THC détecté indiquait une "consommation récente". Face à cette contradiction, la défense présente une expertise indépendante, arguant que ce taux de THC n'aurait pas altéré les capacités de conduite du rappeur au moment de l'accident. Koba LaD ajoute également que la consommation d'alcool et de cannabis est "quelque chose de courant dans le milieu" et a précisé que la victime, William Dogbey, avait lui-même "bu et fumé toute la journée".
Lors du procès, après avoir été reproché de ne pas avoir contacté les secours directement, mais plutôt d'avoir appelé ses proches, il s'agace et évoque: « J'ai vu le cerveau de mon pote, vous vous rendez compte, madame ? [...] J'ai prévenu mon entourage et j'ai pleuré dans un coin en attendant les pompiers. Voilà ce que j'ai fait. ».

### Version de la témoin
La témoin clé, âgée de 25 ans, dans cette affaire est Tessa, assistante de Dogbey. Elle est présente dans le véhicule au moment de l'accident, assise sur la banquette arrière. Elle souffre de multiples contusions et d’un traumatisme psychologique tel que 120 jours d’interruption totale de travail lui seront décernés.
Lors du procès, elle évoque des pressions exercées par l'entourage de Koba LaD, y compris Wejdene (la compagne de Koba LaD), afin qu'elle aligne son témoignage sur celui de Koba LaD.
Elle affirme que la chanteuse lui aurait soufflé une version des faits la veille de son audition devant les enquêteurs. Tessa confirmera cette version d’un accident causé par une crevaison à 90 km/h. Cependant, ce récit sera contredit par les expertises en accidentologie, qui révéleront des vitesses largement supérieures et une conduite dangereuse.

### Version du chauffeur du poids lourd
Le premier témoin à être intervenu sur les lieux de l’accident avant les secours, est le chauffeur du poids lourd, Saliou, 35 ans, que la voiture a percuté. Il évoque: « J’ai été projeté de la cabine de mon camion et j’ai découvert un carnage, une voiture éclatée, la remorque trouée. J’ai vu quelqu’un en sang, un mort et une fille qui criait ».
Après s’être dirigé vers le véhicule accidenté, il a vu l’assistante en pleurs criant « Koba, qu’est-ce que t’as fait ? ».
Il raconte ensuite que Koba LaD s’est avancé vers lui et lui a dit : « Tu diras que c’est toi qui conduisais, frère, car moi j’ai bu, frère. ». Le Parisien soupçonne qu’il ait évoqué l’alcool pour éviter de parler de drogues, car bien qu’il ait été négatif à l’alcool, il ne l’était pas au cannabis.
Le chauffeur poids lourd garde un profond traumatisme de cette journée.

## Enquête

### Garde à vue et information judiciaire (septembre 2024 - juin 2025)
Le 11 septembre 2024 au matin, une enquête est ouverte « du chef d’homicide involontaire » et « confiée à la CRS autoroutière ». Le 12 septembre au matin, le parquet de Créteil indique que Koba LaD était sous l'emprise de stupéfiants au moment des faits,. Le 12 septembre, à 15 h, il est « placé en garde à vue ». Le 14 septembre 2024, à l'issue de ses 48 heures de garde à vue, il est mis en examen pour « homicide involontaire aggravé » et « blessures involontaires aggravées », et placé en détention provisoire.
Le 25 juin 2025, il est condamné à six ans de prison et à une annulation du permis de conduire et l’interdiction de l’obtenir pendant dix ans, ainsi qu’une interdiction de contact pendant trois ans avec l’ensemble des parties civiles. Le rappeur doit verser 7 000 euros à la petite amie de William Dogbey ainsi que 1 500 euros à Lauriane E. et au chauffeur du camion.

### Avocats

#### De Koba LaD
Le 12 septembre au soir, l'avocat de Koba LaD, Stéphane Cherqui, précise que « l'analyse de sang révèle qu'il était à 1,3 nanogramme » de THC « par millilitre », ajoutant qu'« à Washington, si vous n'êtes pas à 5 nanogrammes par millilitre, il y a pas de notion d'infraction. ». Deux jours avant l'accident, Koba LaD  affirmait avoir arrêté la drogue, dans une interview Clique aux côtés de Wejdene.

#### De Tessa
L’avocate de la passagère déclare qu’elle « essaie de se reconstruire après ce traumatisme ».

### Plainte pour menaces et intimidations (depuis juin 2025)
Le 25 juin 2025, Tessa, et sa soeur, portent plainte contre X pour menaces et cyberharcèlement, évoquant des pressions par l'entourage de Koba LaD, dont Wejdene, pour aligner le témoignage de Tessa sur celui de Koba LaD.

## Hommage à la victime
Lauriane, la compagne de Dogbey évoque que c'est un « papa génial, amoureux de ses enfants, toujours prêt à tout pour notre bien-être ».

### Enterrement de la victime
Les obsèques de la victime ont lieu dans la semaine du 24 septembre 2024 à Cergy-Pontoise.

### Cagnotte
En septembre 2024, Lauriane, lance une cagnotte afin de financer les obsèques de son fiancé.

## Réactions

### Après l'accident
En septembre 2024, Luc Dogbey, le père de William Dogbey est sans haine envers Koba LaD et étant que chrétien pratiquant, il évoque que sa foi l'aide dans cette épreuve.
En janvier 2025, la famille de la victime exprime son ressentiment auprès de Le Parisien. Ils reprochent notamment à l’artiste son « apparente absence de remords », son envie de minimiser ses responsabilités et sa promesse non tenue d’être à leurs côtés. Le père de Dogbey déclare qu'ils sont une famille brisée après ce drame. Le frère de Dogbey évoque: « Au début, j’avais de l’empathie pour Koba parce que je me disais qu’il allait s’en vouloir toute sa vie […] Mais quand je vois qu’il fait des posts Snapchat en cellule où il assure que tout va bien pour lui, qu’il fait des blagues à la barre lors de son procès pour séquestration, je me pose vraiment des questions sur lui. ». La compagne de Dogbey évoque: « Notre peine est alourdie par son manque de considération à notre égard et l’apparente absence de remords qu’il véhicule (…) William est parti parce qu’il a fait confiance à un ami (…) Je serai là pour sa famille jusqu’à la fin de mes jours (…) Et jusqu’à ce jour, je n’ai eu aucune nouvelle de Koba. Pas même un mot d’excuse. Pas même une lettre ou un appel via avocats interposés »,.
En avril 2025, la petite soeur de la victime, Sarah Dogbey, s'indigne sur X après une déclaration du rappeur dans sa story Instagram: « Pour Will, en sa mémoire, j’espèrais plus que tout être avec vous demain à l’Adidas Arena. Ma parole et mes engagements n’ont aucun effet sur la justice en ce moment, et la presse adore les fausses rumeurs qui choquent. J’annulerai pour rien ce moment avec vous et ce concert est reporté au 20 février 2026. Comme je l’ai déjà dis, tous les bénéfices de ce concert seront dédiés aux enfants et à la famille de Will. ».
Elle réagit: « Bonjour. C’est FAUX, il ne va rien nous reverser du tout ! Qu’il prenne le plus d’années possible en prison en mémoire de William et qu’il arrête de vous berner en utilisant le nom de Will pour redorer son image. [...] William n’est pas a vendre! J’espere qu’en 2026 il sera toujours au trou et qu’il paiera longtemps pour ce qu’il a fait! Le mec est silencieux depuis le 10 septembre et avec son concert il croit il va changer quelque chose pff (…) Dites a Koba d’arrêter de reporter son concert mais de l’annuler. Cette année ou l’année prochaine, j’suis desole, mais faut rester en zonz, porter ses couil*es et assumer la m*rt de William ! ».

### Pendant le procès
Le père de la victime témoigne à la barre, exprimant son désir que le procès marque le début du processus de deuil.
Sarah, la petite sœur du défunt, a décrit l’« inconscience » de Marcel Junior Loutarila, qui a brutalement rompu un lien familial. Elle a appris la mort de son frère sur les réseaux sociaux.
La famille Dogbey exprime son désir de ne plus jamais croiser Koba LaD. Lauriane E., la mère des enfants de la victime, exprime sa déception envers le comportement du rappeur, exprimant son souhait de voir « Junior » au lieu de Koba. Elle a décrit l’impact dévastateur de l’accident sur sa famille, soulignant les difficultés et le manque de sens qui en ont résulté.
Les deux familles partagent un souhait commun : que Koba LaD ne mette plus jamais personne dans une situation similaire. Le procureur fait écho à ce sentiment, citant l’écrivain Paulo Coelho : « Une erreur constamment répétée n’est pas une erreur, c’est un choix. ». Il souligne les multiples récidives de Koba LaD, faisant référence à un accident de la route impliquant le rappeur en novembre 2020, pour lequel il a déjà été condamné à trois mois de prison avec sursis, suggérant que Koba LaD n'a rien appris de cette expérience.

### Après le verdict du procès

#### Du père de Koba LaD
Le père de Koba LaD, Marcel Seulh Loutarila, estime que la peine de son fils est assez « équilibrée ».